# كوجي فوكوشيما
كوجي فوكوشيما (باليابانية: 福島康司 ) (و. 1973  م) هو راكب دراجة هوائية ياباني، ولد في أوكاياما.

## التعليم
تعلم في جامعة ريتسوميكان، في تخصص علاقات دولية (أبريل 1992–1 مارس 1996).

## روابط خارجية
- كوجي فوكوشيما على موقع الاتحاد الدولي للدراجات (الإنجليزية)
- كوجي فوكوشيما على موقع أرشيف الدراجات (الإنجليزية)
- كوجي فوكوشيما على موقع إحصائيات الدراجات الإحترافية (الإنجليزية)
- كوجي فوكوشيما على موقع نسبة الدراجات (الإنجليزية)